# Мейо (графство)
Мейо (англ. Mayo, ірл. Contae Maigh Eo, дос. «Тисова рівнина») — Конте Май Ео — графство на заході Ірландії. Розташоване на заході Ірландії, є частиною провінції Коннахт і назване на честь селища Мейо та абатства Мейо (Май Ео). Межі графства були сформовані в 1585 році, як володіння лорда Мак Вільяма Йохтара (ірл. Mac William Íochtar) в той час.

## Адміністративний поділ
Входить до складу провінції Коннахт на території Республіки Ірландії. Столиця і найбільше місто — Каслбар.
Населення 117 тис. осіб (15-е місце серед графств; дані 2002 р.) Село Карроутейг в графстві є одним з чотирьох районів Ірландії, де за даними 2007 більша частина населення (понад 67 %) використовує в побуті Ірландську мову, т. зв. Гелтахт категорії «А».

### Баронства
Історично графство Мейо має 9 баронств: 4 в північній частині і 5 в південній частині:
Північне Мейо:
- Ерріс (ірл. Erris) (на північному заході графства Мейо, містить землі: Белмулет (ірл. Belmullet), Гвісаліа (ірл. Gweesalia), Бангор Ерріс (ірл. Bangor Erris), Кілкоммон (ірл. Kilcommon), Баллікрой (ірл. Ballycroy) та інші.)
- Баррішул (ірл. Burrishoole) (західне Мейо, містить землі: Ахілл (ірл. Achill), Малренні (ірл. Mulranny), Ньюпорт (ірл. Newport).
- Галлен (ірл. Gallen) (Східне Мейо, містить землі Бонніконлон (ірл. Bonniconlon), Фоксфорд (ірл. Foxford).
- Тіравлі (ірл. Tyrawley) (північно-східне Мейо, містить землі Балліна (ірл. Ballina), Баллікастл (ірл. Ballycastle), Кіллала (ірл. Killala).

Південне Майо:
- Кланморіс (ірл. Clanmorris), (південний схід графства — землі Клареморіс (ірл. Claremorris), Балла (ірл. Balla).
- Костелло (ірл. Costello) (схід-південний-схід графства, містить землі: Кілкеллі (ірл. Kilkelly), Балліхауніс (ірл. Ballyhaunis) та інші).
- Мурріск (ірл. Murrisk) (південний захід графства, містить землі Вестпорт (ірл. Westport), Луїсбург (ірл. Louisburgh), Кроа Патрік (ірл. Croagh Patrick) та ін.)
- Кілмайн (ірл. Kilmaine) (південь графства, містить землі: Баллінроуб (ірл. Ballinrobe), Конг (ірл. Cong) та інші).
- Карра (ірл. Carra) (південь графства, містить землі: Кастлебар (ірл. Castlebar), Партрі (ірл. Partry) та інші).

## Географія

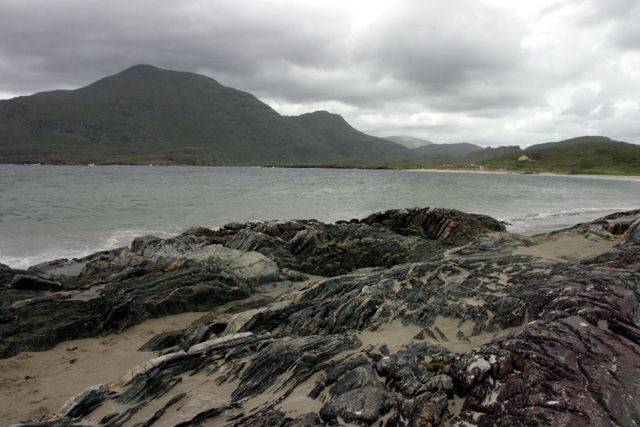

Мейо є третім за величиною графством у Ірландії, з площею у 5397 км ². З півночі та заходу омивається Атлантичним океаном, на півдні межує з графстві Голвей, на сході із графством Роскоммон ; на північному сході примикає до графстві Слайго .
Озера: Лох-Конн (з якого витікає річка Мой), Лох-Карра (в 13 км на південь від Каслбар). Найвища точка — гора Мвілрі (814 м). У графстві знаходяться найвищі кліфи у Ірландії (другі за висотою в Європі). Графству Мейо також належить найбільший острів біля берегів Ірландії — Акілле.
У північно-західних районах графства Мейо є одні з найкращих поновлюваних джерел енергії в Європі, якщо не у світі, з точки зору ресурсів вітру, океанських хвиль, припливів та гідроенергетичних ресурсів.

## Населення
Населення графства зазнало, мабуть, найвищу еміграцію в Ірландії. У 1840-ті — 1880-ті роки через Голод в Ірландії (1845-1849) і пошуків кращого життя в промислових районах Англії, Шотландії та США населення скоротилося з 388 887 чоловік в 1841 році до 199 166 людина — в 1901 році. Як продовження еміграційних процесів, на 1971 році населення досягло всього 109 525 осіб.
Близько 5 % населення графства проживає в Гелтахті.
Динаміка чисельності населення:
- 1936: 161349 осіб.
- 1946: 148120 осіб.
- 1951: 141867 осіб.
- 1961: 123330 осіб.
- 1971: 109525 осіб.
- 1981: 114766 осіб.
- 1991: 110713 осіб.
- 2002: 117 446 осіб.
- 2011: 130 552 осіб.

## Історія графства Мейо

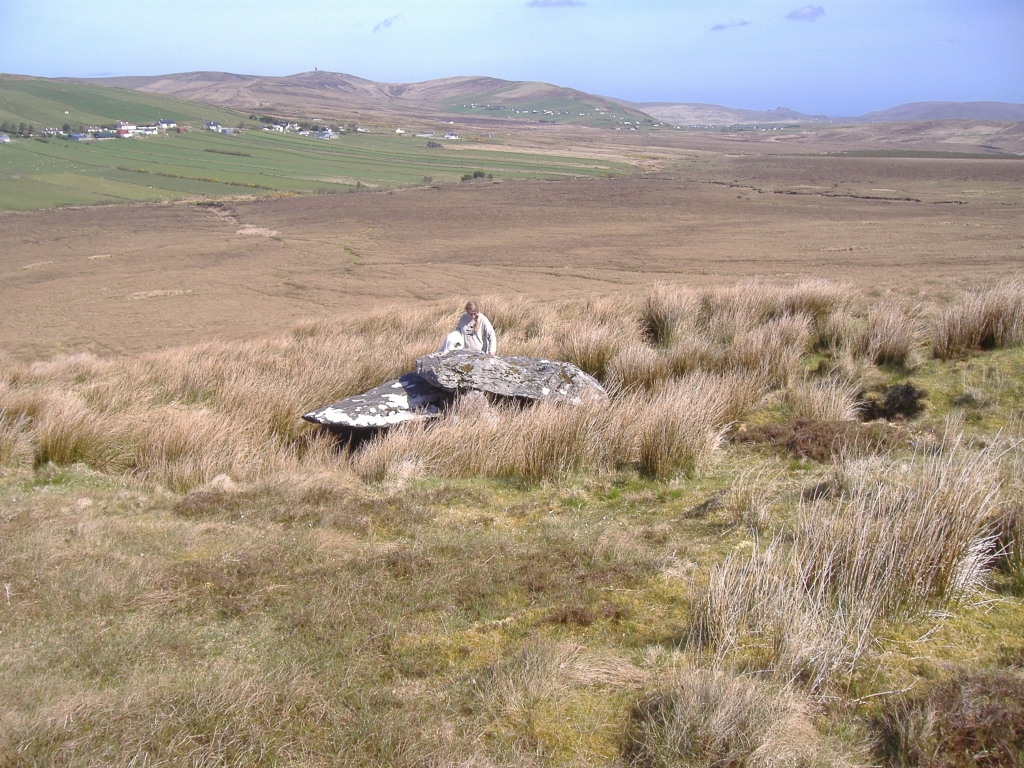
Мегалітичні споруди Фаула, що в Ерріс.

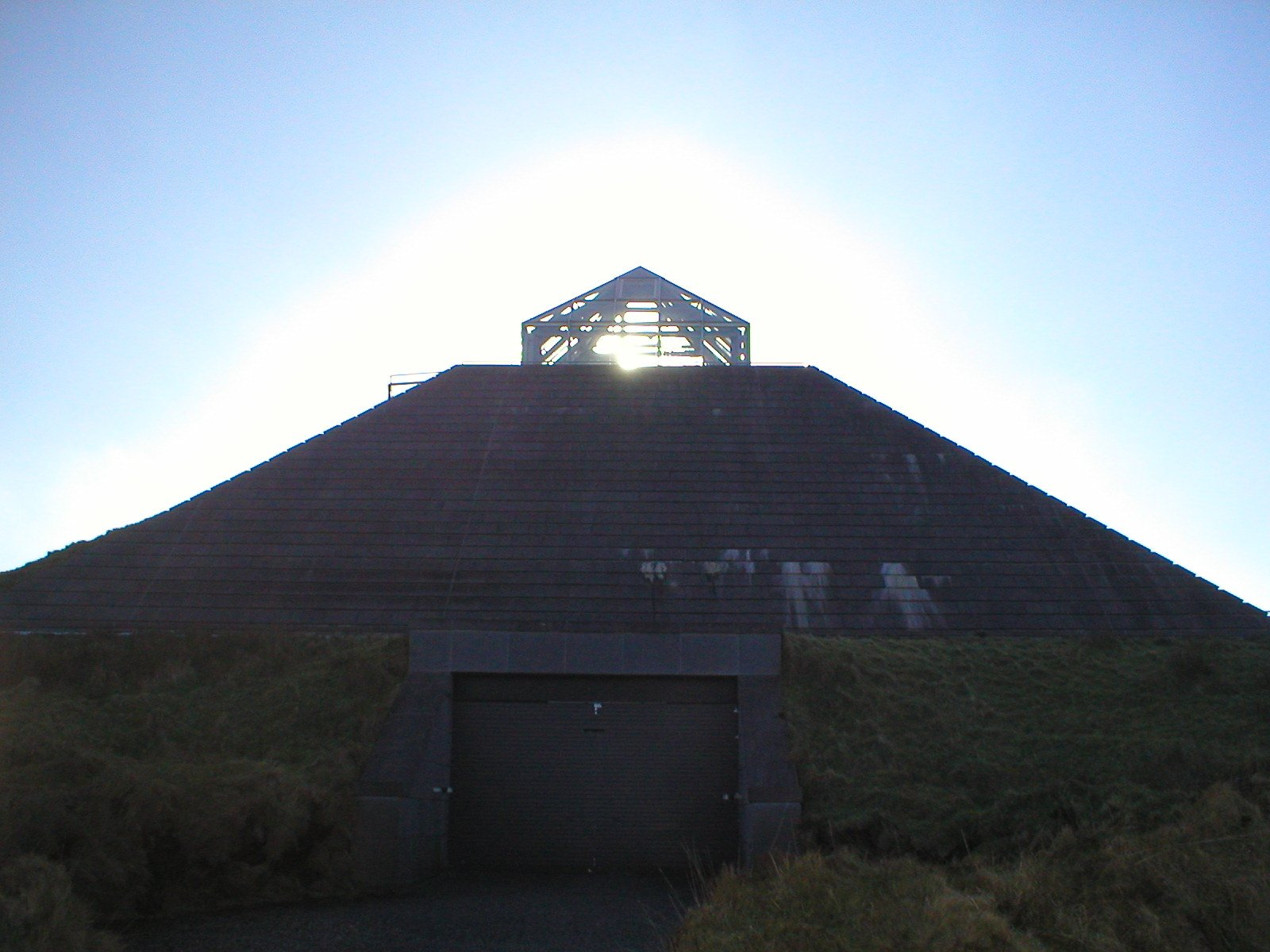
Археологічна пам'ятка — Поля Кейде.

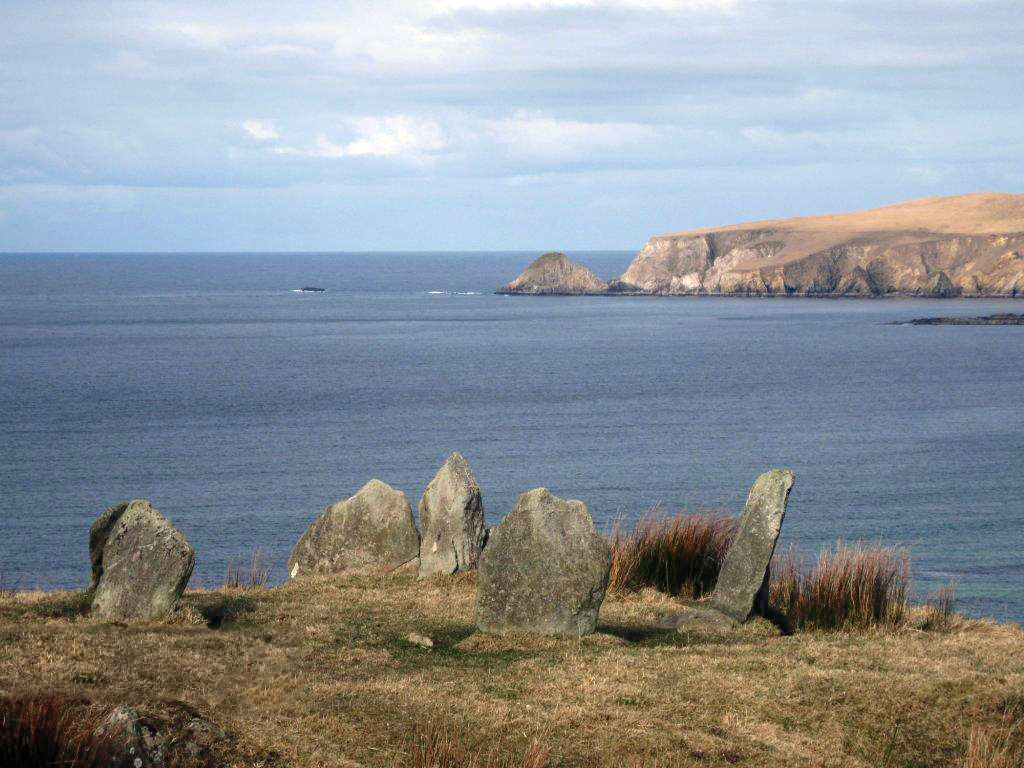
Кромлех Гленгад — неолітичне святилище. Кілкоммон, Ерріс.

### Доісторичний період
Графство Мейо багате на археологічні пам'ятки доісторичного періоду. Є численні пам'ятки епохи неоліту та енеоліту, що датуються 4000 — 2500 роками до н. е., мегалітичні гробниці, ритуальні кам'яні кола (кромлехи), менгіри, дольмени.

#### Мегалітичні гробниці Фаула (ірл.Faulagh) в баронстві Ерріс
Вважається, що в часи Льодовикового періоду і одразу після нього Ірландія була не населена. Частина території була вкрита льодовиком, на решті умови життя були надто суворі. Перші люди переселились в Ірландію, що стала островом в часи мезоліту — в основному люди селились в прибережних районах, центральна Ірландія в ті часи була вкрита лісами. Перших поселенців на острові датують приблизно 9 000 р. до н. е. Археологи знаходять артефакти стійбищ мисливців та збирачів — залишки вогнищ, обвуглені камені, кістки, мушлі. Перші поховання та мегалітичні споруди з'являються в Ірландії з початком неоліту близько 6 000 р до н. е.
Неоліт остаточно утвердився в Ірландії близько 4 000 року до н. е. Люди почали обробляти землю, займатись землеробством і скотарством, переробляти молоко, перейшли до осілого життя. Почалось виготовлення кераміки, будівництво житла з дерева. У північній Мейо земля була придатна до землеробства, там виникли численні неолітичні поселення. Неолітичні люди мали складні ритуали щодо поховання, будували мегалітичні споруди — мегалітичні гробниці та святилища. В графстві Мейо знайдено більше 160 мегалітичних споруд, зокрема гробниці Фаула. Там виявлено чотири типи гробниць: закриті гробниці, портальні гробниці, галерейні гробниці та клиноподібних могильників. Особливо багаті на мегалітичні споруди землі Ахілл (ірл. Achill), Кілкоммон (ірл. Kilcommon), Балліхауніс (ірл. Ballyhaunis), Кіллала (ірл. Killala) та Бехі — Гленурла (ірл. Behy — Glenurla) — місцевість навколо так званих Полів Кейде (ірл. Céide).

### Бронзова доба
Доба Бронзи почалась в Ірландії близько 2500 р до н. е. і закінчилась близько 500 р. до н. е., тобто і почалась і закінчилась пізніше ніж в іншій частині Європи. Археологічні артефакти цього періоду включають дольмени, кромлехи і так звані «Фулхта фяд» (кам'яні споруди які використовувались як місце для приготування їжі). Люди цієї епохи продовжують ховати своїх вождів у кам'яних гробницях, але структура мегалітичних споруд змінилася — вождів ховають у клиноподібних гробницях та кам'яних скринях.

### Залізна доба
Залізна доба почалася в Ірландії близько 500 року до н. е. і завершився у 500 р. н. е. Вважається, що залізна доба почалася в Ірландії з переселенням в Ірландію кельтських племен, що розмовляли ірландською мовою, хоча, можливо, перші кельти переселились в Ірландію набагато раніше. В Європі в той час панувала спочатку антична цивілізація Греції, потім Римська імперія, але Ірландія завдяки своїй острівній ізоляція розвивалась окремо і практично не зазнала ні завоювань, ні впливу Римської імперії. Християнство почало проникати на території Ірландії близько 325 року. Цей період лишив по собі численні руїни фортець та укріплень, що зустрічаються по всій території графства. Період характеризується нескінченними війнами між племенами (туатами) та кланами за територію, стада худоби, рабів. У цей період в Ірландії з'являється своя писемність — огам. Огамічні написи писалися на великих каменях. Цей період відображений у чисельних скелах — ірландських сагах, багато з подій яких відбувалися на території графства Мейо. Згідно цих історичних переказів в той період територія графства і племена, що її населяли належали до давнього королівства Коннахт, що вело нескінченні війни з сусідніми королівствами.

### Епоха раннього християнства та високого середньовіччя (325 – 1069 роки)

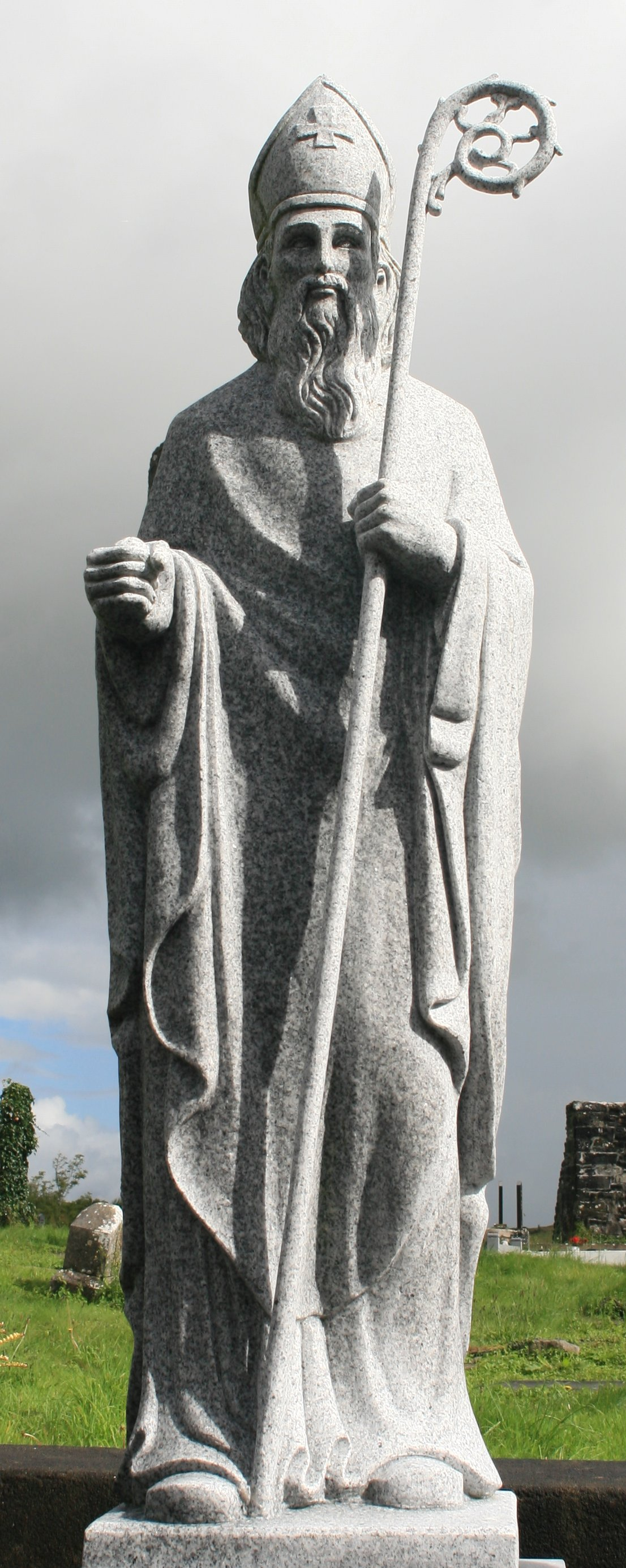
Монумент Святому Патріку в Агаговері.

Християнство прийшло в Ірландію в IV – V століттях. Становлення християнської церкви принесло в Ірландію латинський алфавіт, перші книги, написання перших літописів та хронік, запис давніх легенд в перших християнських монастирях. Нові християнські монастирі виникали біля центрів туата – племен, що об’єднували різні клани. Іноді вожді кланів та племен підпорядковувались церковній адміністрації, іноді подовжували існувати як незалежні королівства. Згідно легенд та церковної традиції на території нинішнього графства Мейо здійснював свою місію Святий Патрік (IV – V століття), охрестив Ірландію. Вважається, що він провів 40 днів і 40 ночей на верщині гори, яку нині називають Круах Фадраг (ірл. - Cruach Phádraig) – гора Святого Патріка. Там він молився за людей Ірландії. У VI столітті на території графства Мейо виникають сотні маленьких християнських монастирів, що пізніше перетворились на абатство Мейо, абатство Еррев, абатство Кон, монастирі Авгаговер, Баллінтаббер, Кіллала, Турлоу, монастирі на півострові Маллет, на островах Інішкеа, Інішглора, Дувіллаун. 
У 795 році відбувся перший в історії набіг вікінгів на Ірландію. Вікінгів особливо цікавили монастирі, де зберігалися церковні скарби, вироби із золота та інші дорогоцінні речі. Церковні поселення та монастирі будували навколо оборонні споруди, щоб запобігти розграбуванню, в тому числі так звані круглі вежі – своєрідні суто ірландські оборонні споруди. Крім оборонного значення круглі вежі демонстрували високий статус і силу монастирів. Круглі вежі були споруджені в монастирях Аугавері, Баллі, Кіллалі, Терлоу та Міліку. Вікінги іноді захоплювали в Ірландії певні території і влаштовували там свої поселення – невеликі королівства, але жодного з них не було на території графства Мейо. Територія графства Мейо в той час входило до складу ірландського королівства Коннахт. Одними з найвідоміших королів Коннахту були Катал Мак Конхобар Мак Тайд (973 – 1010) та Тайрдельбах Уа Конхобайр (1106 – 1156). Династія королів Коннахту була з клану Шол Мурдайг, що мав свій центр в Раткогані, що в графстві Роскоммон, а з 1050 року в Туамі, що в графстві Голвей. На території нинішнього графства Мейо володіли землями потужні ірландські клани, що підтримували королів Коннахту: клани О’Меллі та О’Дауда володіли потужним для тих часів флотом, клани О’Лахтнан, Мак Фірвісіг, О’Клірі дали королівству Коннахт чисельних церковних діячів та бардів. 

### Епоха англо-норманського панування в Ірланідї (ХІ – XVI століття)
У 1169 році, коли один із вождів кланів зі сходу Ірландії, Дермот Мак Мерроу, звернувся до короля Англії по допомогу в боротьбі з іншими вождями кланів та верховним королем Ірландії, англо-норманські феодали почали завоювання Ірландії. Територію графства Мейо частково захопили англо-норманські феодали в 1235 році. Протягом 1230-х років англо-нормани та валлійці під керівництвом Річарда Мора де Бурга (бл. 1194 – 1242) захопили деякі землі графства Мейо і збудували свої замки. Ці феодали заснували такі феодальні династії як Берк, Гіббонс, Стонтон, Прендергаст, Морріс, Джойс, Волш, Барретт, Лінотт, Костелло, Падден і Прайс, нормандські імена та прізвища з тих пір все ще поширені в Графство Мейо. Після розпаду англо-норманського лордства Ірландія в 1330-х роках усі ці родини відчужувалися від англо-ірландської адміністрації, що базувалася в Дубліні, і асимілювалися з ірландськими кланами, прийнявши їх мову, релігію, одяг, закони, звичаї та культуру та одружуючись з ірландськими родинами і поступово перетворилися в нові ірландські клани. Вони стали «більш ірландцями, ніж самі ірландці».
Наймогутнішим кланом, який з’явився в цю епоху, був клан Мак Вільям Берк, також відомий як Мак Вільям Йохтар, нащадок сера Вільяма Ліаха де Бурга, який переміг ірландців у другій битві при Атенрі в серпні 1316 року. Вони часто ворогували зі своїми родичами – кланом Кланрікард з Голвея, і були союзі з різними ірландськими кланами проти них. Ірландські клани О’Конор з Шол Муіредайг та О’Келлі з Уі Мен вперто не визнавали ніякого англо-норманського панування, вважали ці землі королівством Коннахт, а себе королями Коннахту і намагалися відвоювати свої землі. Клан О’Доннелл з королівства Тірконелл регулярно вторгалвся на територію графства Мейо, намагаючись забезпечити своє право на ці землі.
Англо-норманські феодали заохочували та створювали багато католицьких орденів з континентальної Європи, щоб оселитися в Ірландії. «Жебрацькі» ордени — августинці, кармеліти, домініканці та францисканці заснували нові поселення по всій Ірландії та побудували великі церкви, багато з яких перебували під патронатом видатних ірландських родин. Деякі з них: монастирі Кон, Стрейд, Баллінтуббер, абатство Ерроу, абатство Баррішул, абатство Мейо.  Протягом 15-го та 16-го століть, незважаючи на регулярні конфлікти між ними, коли Англія проводила церковну реформацію, ірландці зазвичай зберігали вірність католицькій церкві.  Коли в середині XVI століття на престол вступила Єлизавета I, англійці, як це було прийнято в той час, дотримувалися релігійних практик правлячого монарха і стали протестантами. Багато вождів ірландських кланів, наприклад Грейс О’Меллі – Грайне Ні Валле (ірл. -  Gráinne Ní Mháille), знаменита королева піратів, що володіла землями та замками на території графства Мейо, мали тісні стосунки з англійською монархією, а англійські королі та королеви були бажаними гостями на ірландських берегах. Однак ірландці в основному дотримувалися своїх католицьких релігійних обрядів і вірувань. Перші англійські та шотландські колонії в Ірландії почалися під час правління королеви Марії І в середині 16-го століття і тривали протягом довгого правління королеви Єлизавети I до 1603 року. На той час термін «графство Мейо» увійшов у вжиток. Влітку 1588 року галеони іспанської армади були розбиті штормами вздовж західного узбережжя Ірландії. Деякі з нещасних іспанців потрапили на береги графства Мейо, щоб бути пограбованими та ув’язненими, а в багатьох випадках – убитими. 

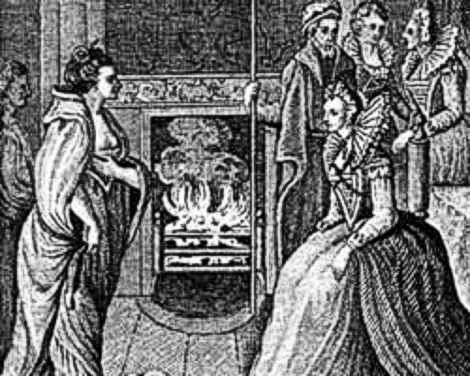
Королева піратів Грайне Ні Валле зустрічається з королевою Англії Єлизаветою І Тюдор.

Майже всі монастирі, створені англо-норманами, були знищені на хвилі Реформації в 16 столітті. Поселенці-протестанти з Шотландії, Англії та інших частин Ірландії почали селитися в графстві Мейо на початку 17 століття. Багато хто був убитий або змушений був втекти під час повстання 1641 року, під час якого католики ірландці було вчинили низку масових вбивств англійських та шотландських протестантів, особливо в Шрул в 1642 році. Повідомлялося, що третина загального населення графства Мейо загинула через війну, голод і чуму між 1641 і 1653 роками, причому на території графство повстання проти англійського панування продовжувалось до кінця в 1670-тих років. 

### XVII – XVIII століття
У 1640-х роках Олівер Кромвель повалив англійську монархію та створив парламентський уряд, в Ірландії почалось повстання за незалежність. Олівер Кромвель жорстоко придушив повстання, під час цієї війни Ірландія серйозно постраждала. Велика частина населення загинула під час війни або під час репресій Олівера Кромвеля після війни. Багато ірлавндських родин були вигнані зі своїх земель і насильно переселені до графства Мейо. Тоді виникла в Ірландії приказка: «Що до пекла, що до Коннахту». Землі ірландських родин конфісковувались і дарувалися англійським поселенцям (так званим «новим англійцям» - «бастардам Кромвеля»), а ірландським родинам виділялись клаптики найгіршої землі, в тому числі в графстві Мейо. Багато хто з ірландців мусив втекти з Ірландії. Наприкінці XVII століття спалахнула нова війна – так звана Вільямітська (Якобітська) війна, в якій ірландська армія отримала поразку. Багато ірландців з графства Мейо були оголошені поза законом і змушені були тікати з Ірландії. 

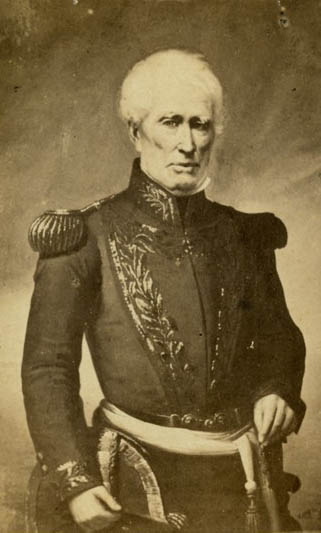
Вільям Браун – національний герой Аргентини – ірландець з графства Мейо.

Для переважної більшості людей у графстві Мейо XVIII століття було періодом переслідувань, репресій і нескінчених страждань. Через карні закони католики ірландці не мали надії на рівні права з протестантами (переважно англійцями), залишаючись на рідній землі. Дехто, як-от Вільям Браун (1777 – 1857), покинув Фоксфорд разом із сім’єю у віці дев’яти років, а через тридцять років став адміралом новоствореного аргентинського флоту. Сьогодні він є національним героєм цієї Аргентини.
У відповідь на утиски з боку англійської влади ірландці підіймали повстання за незалежність. Настрої протесту посилювались новинами про війну за незалежність Сполучених Штатів Америки та Велику Французьку революцію. У 1798 році графство Мейо стало центром повстання за незалежність Ірландії, яке очолили таємна організація «Об’єднані ірландці». Генерал Гумберт з Франції, де знайшло прихисток чимало ірландських біженців, висадився в Кіллалі з тисячею солдатів. Ці солдати приєдналися до повстанців і рушили до Каслбару, де відбулась битва з англійськими військами. Несподівано напавши на ворога ірландська армія перемогла. Була проголошена незалежна республіка Коннахт. Ірландська армія рушила до Слайго, Лейтріма та Лонгфорда але після важких боїв була розбита. Багато полонених ірландців були страчені в Каслбарі та Клерморрісі, де верховний шериф графства Мейо, Денис Браун, член парламенту, брат лорда Алтамонта, вчинив жахливу помсту – таким чином отримавши собі прізвисько, яке зберіглося в народній пам’яті до наших днів - «Donnchadh an Rópa» (Денис Вішальник).
У 18 столітті та на початку 19 століття виникла міжконфесійна напруга, коли протестантські місіонери намагалися «витягти ірландську бідноту з помилок папства», насадити в Ірландії протестантську церкву і знищити католицьку. Однією з найвідоміших була місія преподобного Едварда Ненгла в Дюгорті в Ахілл. Це також були роки боротьби за права католиків, кампанії за емансипацію католиків, а згодом і за скасування податків, які платили католики на утримання протестантського духовенства і протестантської церкви.

## Релігія
Згідно з даними Національного перепису 2006 року, у графстві Мейо було 114215 католиків, 2476 вірян Церкви Ірландії, 733 мусульман, 409 інших християн, пресвітеріан 280, 250 православних, 204 методистів, 853 інших релігій, жодної релігії не сповідує 3267 осіб.

## Відомі люди
- Патрік Браун — ірландський лікар, ботанік, історик. Мав докторський ступінь.
- Томас Ганн — ірландський лікар та археолог.